# Rellotge musical

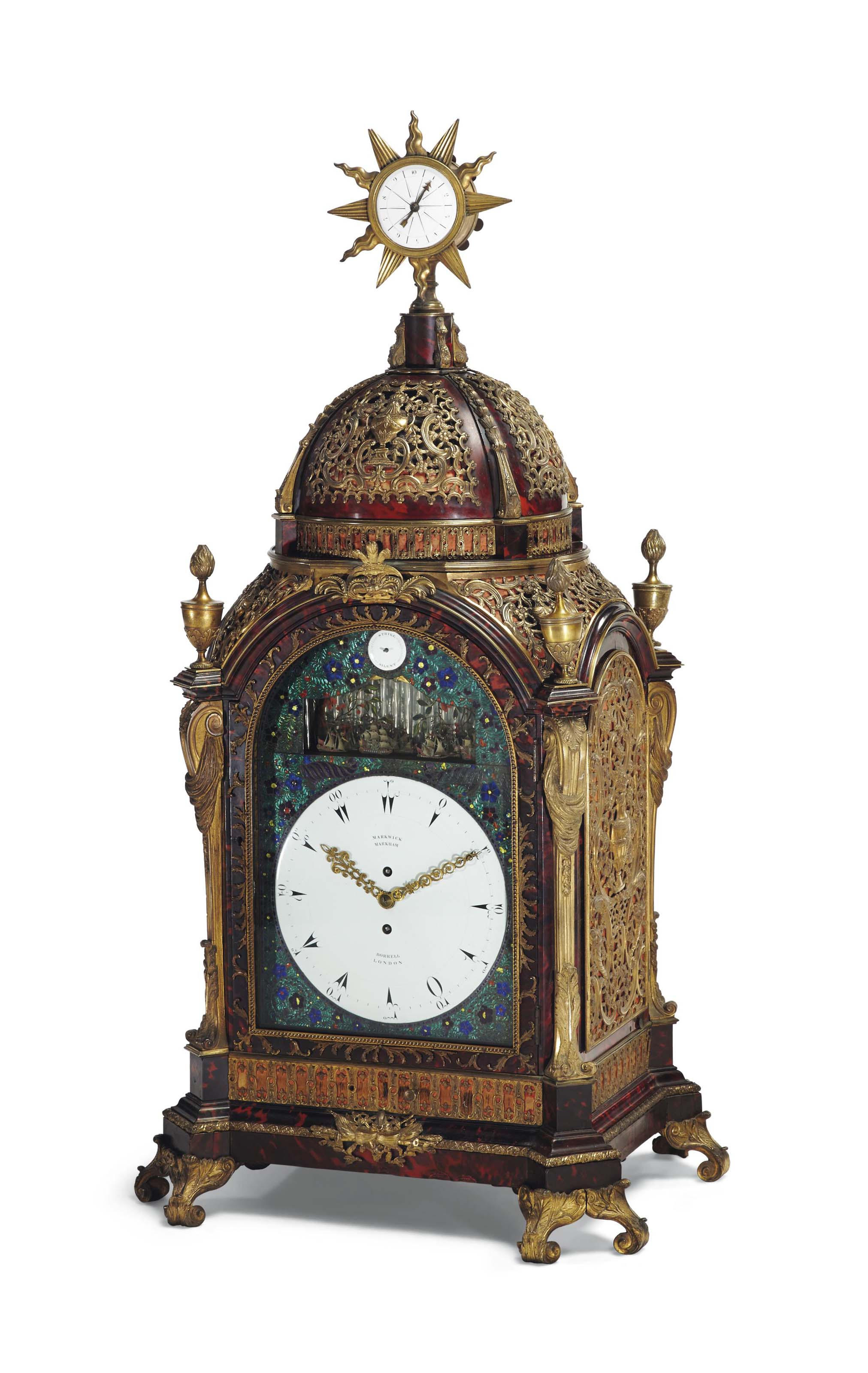
Rellotge d'orgue de tubs de Markwick Markham

Un rellotge musical és un rellotge que marca les hores del dia amb una melodia musical. Es poden considerar versions elaborades dels rellotges de carilló que toquen música.
Els rellotges musicals elaborats a gran escala amb autòmats s'instal·len sovint en llocs públics i estan molt estesos al Japó. A diferència dels rellotges musicals electrònics convencionals, aquests rellotges reprodueixen mostres de música prèviament gravades, en lloc d'utilitzar la síntesi de so programada. Un dels primers rellotges musicals nacionals coneguts va ser construït per Nicholas Vallin l'any 1598, i actualment es troba al Museu Britànic de Londres.

## Descripció
La música dels rellotges mecànics s'acostuma a tocar emprant un cilindre amb puntes amb campanes, tubs d'orgue o manxes. En el cas dels rellotges elèctrics com els de quars, la música es genera normalment mitjançant un mòdul de so electrònic; Seiko i Rhythm Clock són coneguts pels seus rellotges musicals que funcionen amb piles, que sovint presenten llums intermitents, autòmats i altres peces mòbils dissenyades per cridar l'atenció mentre estan en moviment. La majoria d'aquests rellotges musicals de quars utilitzen síntesi FM o tecnologia de síntesi basada en mostres per a la generació de so per produir música complexa i d'alta fidelitat, similar als mètodes de generació de so dels instruments musicals electrònics.

## Rellotge d'orgue de tubs
El rellotge d'orgue de tubs era un rellotge específic que sonava amb un petit orgue integrat a la unitat. Un exemple és un Markwick Markham fet per al mercat turc, cap al 1770.

## Popularitat al Japó
Al Japó, a part de l'àmplia popularitat dels rellotges musicals a gran escala instal·lats a les instal·lacions públiques, elsrellotges de paret musicals electrònics s'han convertit en una novetat popular des de finals de la dècada de 1990. Es recullen majoritàriament pels seus valors estètics i decoratius, especialment aquells amb moviments elaborats i generació musical avançada.

## Galeria d'imatges

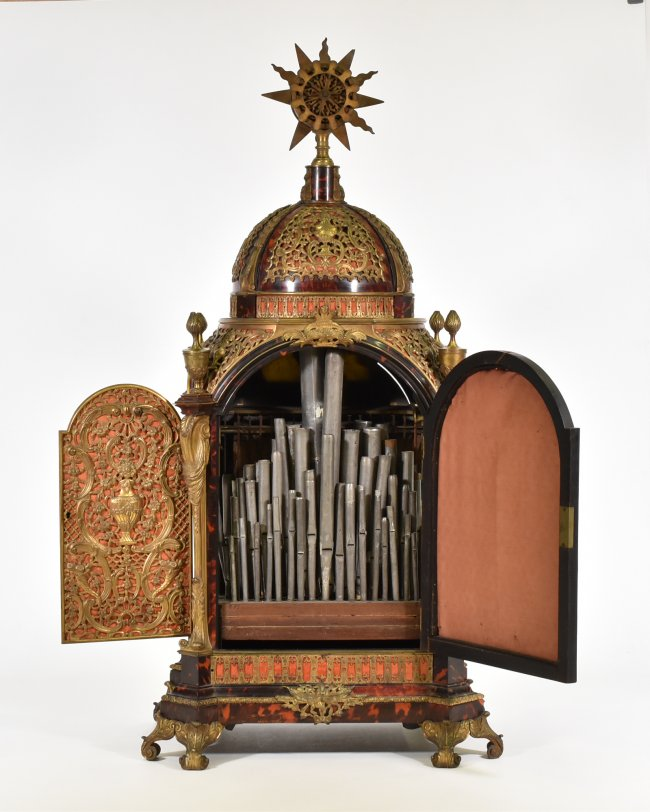
Interior d'un rellotge d'orgue de tubs Markwick Markham
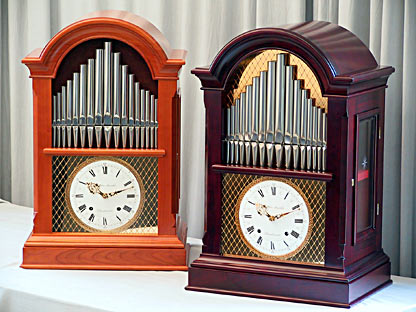
"Rellotge de flauta" musical amb orgue fabricat per Matthias Naeschke
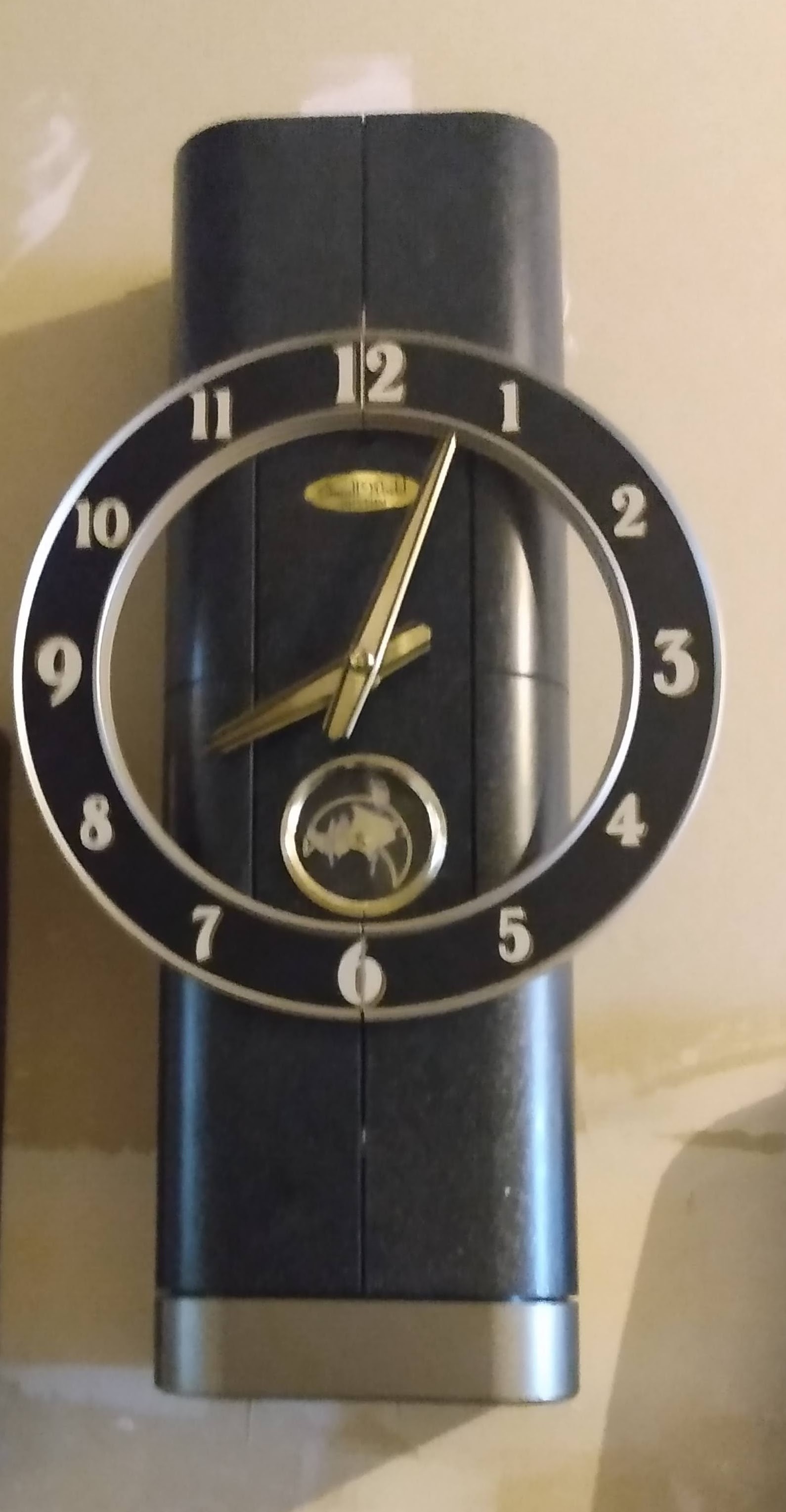
Rellotge musical fabricat per Rhythm Watch